# Triphora turristhomae
Triphora turristhomae är en snäckart som först beskrevs av Holton 1802.  Triphora turristhomae ingår i släktet Triphora och familjen Triphoridae. Inga underarter finns listade i Catalogue of Life.